# Stanislau Sjtjarbatjenia
Stanislau Sjtjarbatjenia, född 5 mars 1985, är en belarusisk roddare.
Sjtjarbatjenia tävlade för Vitryssland vid olympiska sommarspelen 2004 i Aten, där han slutade på 6:e plats i scullerfyra. Vid olympiska sommarspelen 2008 i Peking slutade Sjtjarbatjenia på 7:e plats i dubbelsculler.
Vid olympiska sommarspelen 2012 i London slutade Sjtjarbatjenia på 7:e plats i fyra utan styrman. Vid olympiska sommarspelen 2016 i Rio de Janeiro slutade han på 5:e plats i singelsculler.